# Aaron Gruen

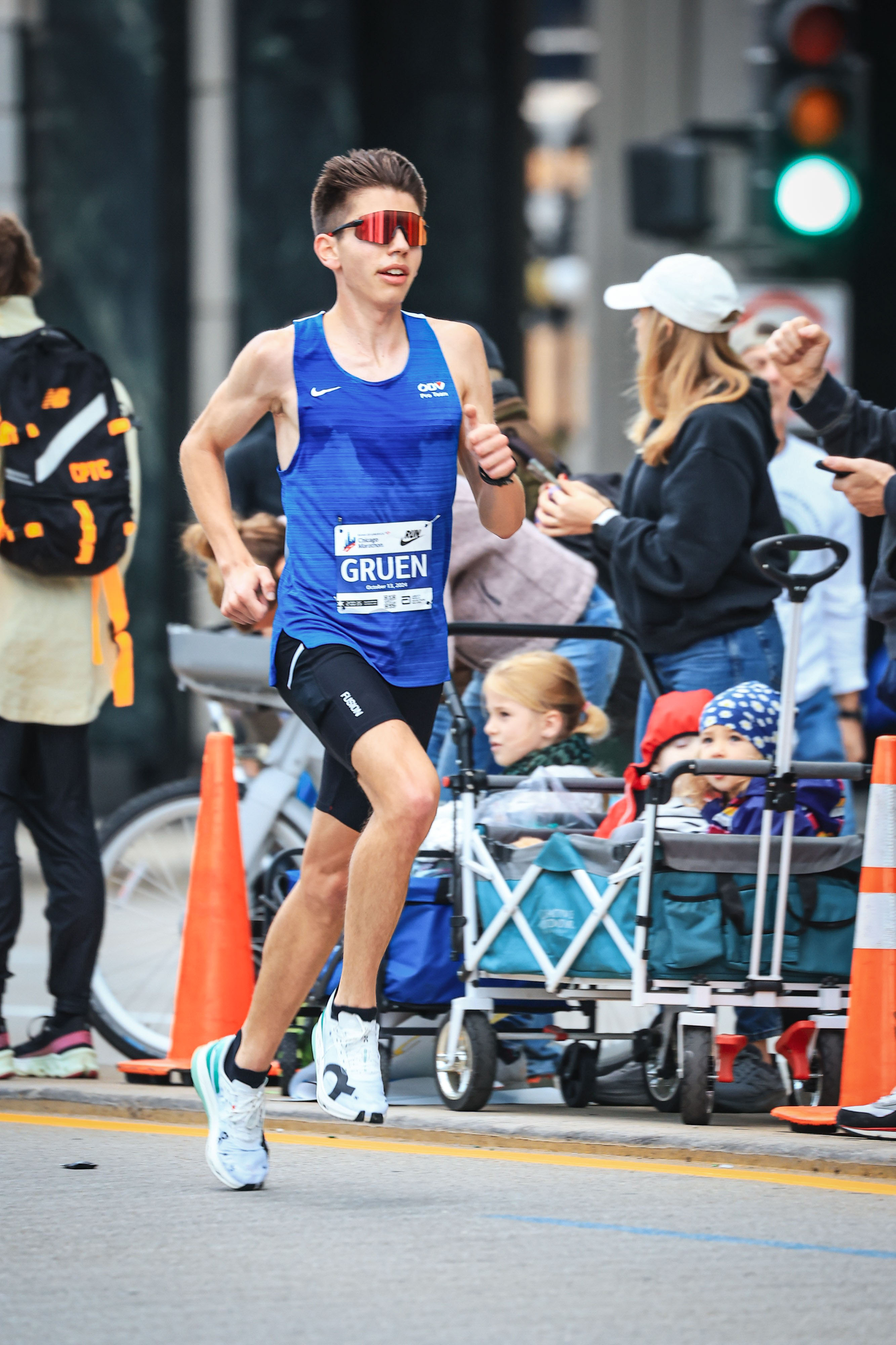
Aaron Gruen beim Chicago Marathon 2024

Aaron Daniel Siegfried Gruen (* 28. Jänner 1999 in München) ist ein österreichischer Langstreckenläufer. Er hält seit 30. März 2025 den österreichischen Rekord auf der Marathondistanz mit einer Zeit von 2:09:53.

## Leben
Gruen, der in den USA lebt, erhielt 2022 die österreichische Staatsbürgerschaft. Sein Großvater war zu Beginn des Zweiten Weltkriegs als jüdischer Flüchtling aus Wien geflohen. Gruen erhielt demnach als Nachkommen eines Verfolgten des Nationalsozialismus die österreichische Staatsbürgerschaft. Sein Vater ist Keith Gruen (Amerikaner) und seine Mutter ist Regine Mund (Deutsche). Er absolvierte ein Studium der Musik und Chemie an der Brown University in Providence, Rhode Island. 2025 wird Gruen an der Harvard University ein Studium der Medizin aufnehmen, das er bislang zugunsten seiner sportlichen Karriere aufgeschoben hat.
Er ist momentan in einer Beziehung mit der Läuferin Katie Goldenberg.

## Karriere
Als er 2021 nach Providence zurückkehrte, begann er mit dem Training für seinen ersten Marathon. Beim Providence Marathon erreichte er mit einer Zeit von 2:34 den dritten Platz. Einen Monat später wurde er Vierter beim San-Francisco-Marathon. In seinem letzten Jahr an der Brown University entwickelte er eine Trainingsbeziehung mit Bob Rothenberg, dem ehemaligen Coach der Universität. Im April 2022 lief er den Boston Marathon in 2:21. Momentan ist er Teil des Rhode Island Track Clubs in Providence, Rhode Island, wo er vom Kanadier Kurt Benninger trainiert wird.

## Persönliche Bestleistungen
- Halbmarathon:  1:04:35 h, 30. Juni 2024 in Hamburg
- Halbmarathon (Downhill[6]): 1:02:47 h, 8. Februar 2025 in Mesa, Arizona
- Marathon: 2:09:53 h, 30. März 2025 in Congers (österreichischer Rekord)